# Cadillac Modelo 30

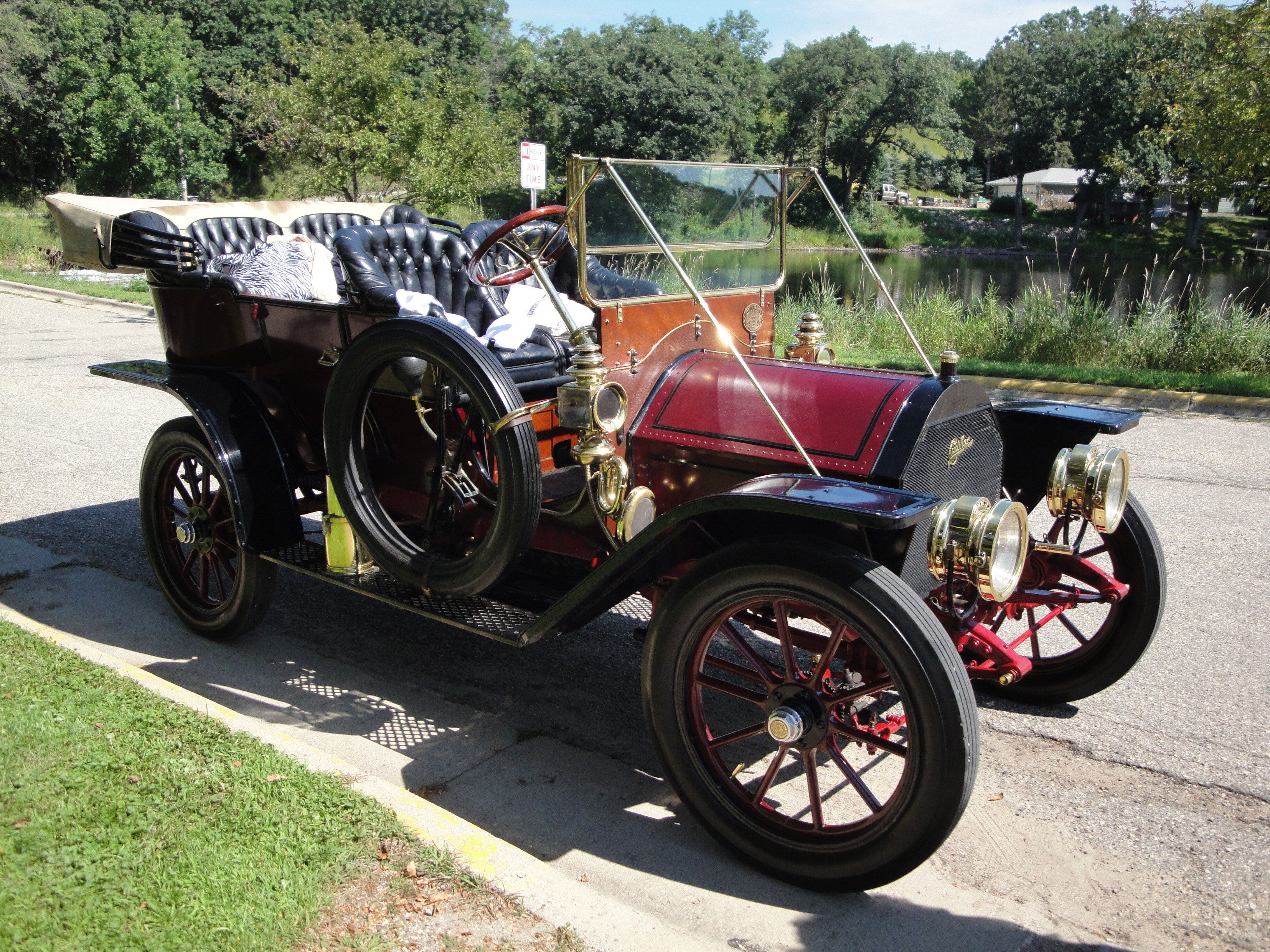
1908.

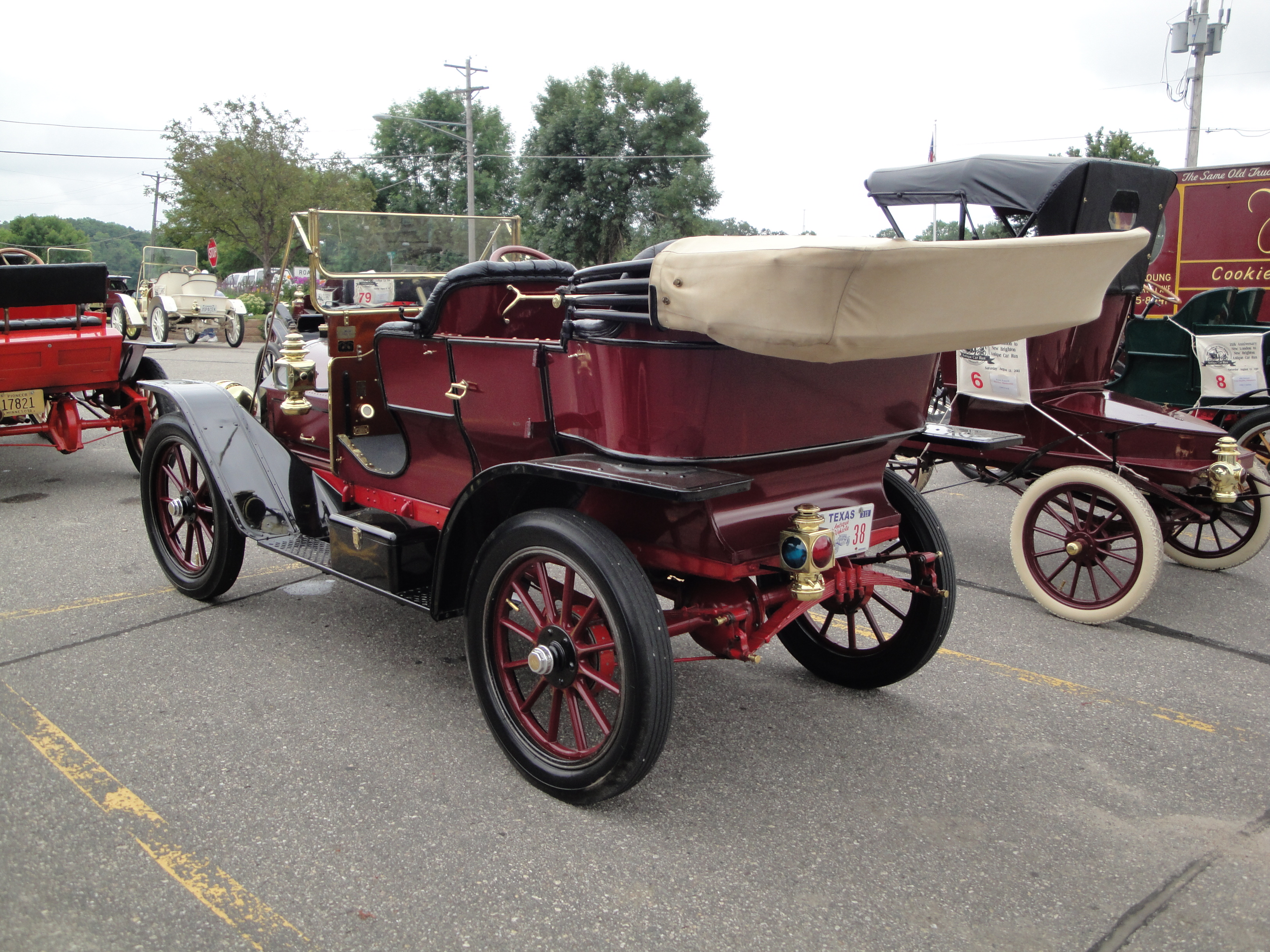
Vista trasera.

El Cadillac Modelo 30 es un automóvil vendido en diciembre de 1909 por Cadillac hasta 1911.  Fue el único modelo de la compañía durante esa época y estaba basado en el Modelo G de 1907. Los modelos posteriores 1912, 1913 y 1914 fueron similares, pero con motores superiores.

## Motor y carrocerías
El modelo de 1910 estaba disponible con una carrocería cerrada, fue la primera vez que un fabricante estadounidense ofrecía este tipo de carrocería.
| miniaturadeimagxdd 1911. |

El motor era el mismo, de cuatro cilindros y 3.7 L, del Modelo G. En 1911 el motor dio 4.2 L y en 1912, 4.7 L. Esas optimizaciones se consiguieron con un reajuste, alargando la carrera del pistón, hasta que en 1913 se consiguió un cubicaje total de 6.0 L. Se continuó usando en 1914.

## Autoarrancador
El 1912 fue galardonado con el Premio Dewar por su sistema eléctrico, incluyendo su sistema de arranque eléctrico.

## Type 51 y el motor V8
Toda la flota fue renovada en su extensión y se comenzó a dotar de motores V8 para los modelos de 1915 (en venta desde septiembre de 1914), y se comenzaron a denominar «Type 51».